# Paraleptophlebia lacustris
Paraleptophlebia lacustris is een haft uit de familie Leptophlebiidae. De wetenschappelijke naam van de soort is voor het eerst geldig gepubliceerd in 1962 door Ikonomov.
De soort komt voor in het Palearctisch gebied.